# Samsung Omnia
O Samsung Omnia é um smartphone desenvolvido pela Samsung que assenta sobre o Windows Mobile 6.1. Disponível em versões 8GB e 16GB, com possibilidade de expansão de memória através de cartões microSD que permitem aumentar a capacidade até 24GB e 32GB, este terminal da Samsung consiste num smartphone quad-band (850/900/1800/1900 MHz) que suporta WCDMA e GSM, e acede a redes HSDPA e EDGE.

## Características
Por se basear em Windows Mobile 6.1, o investimento tecnológico feito no Samsung Omnia aposta na parafernália de funcionalidades que este equipamento pode executar.

### Media
Contendo um ecrã touch-screen de 3,2 polegadas e uma resolução 240 por 400 pixéis, o Omnia permite reproduzir vídeos de formatos DivX, Xvid, H.263, H.264, Windows Media Video e MP4, para além  de ver imagens em alta resolução e possuir elevadas capacidades áudio.

### Câmara
O Omnia possui uma câmara de cinco megapixéis, com Flash, Autofocus e outras funcionalidades que derivam do mundo da fotografia digital, como por exemplo, a Detecção de sorriso, Wide Dynamic Range ou a Fotografia Panorâmica.

### Connectividade
Possui GPS e uma excelente conectividade (Bluetooth  2.0, USB 2.0, Wi-Fi, rádio FM com RDS) que fazem deste smartphone uma ferramenta de navegação avançada.
A possibilidade de efectuar  Vídeo chamadas é certificada pela DLNA (Digital Living Network Alliance), organismo que promove a interoperabilidade entre dispositivos de consumo com e sem fios, e que resulta numa excelente conectividade entre equipamentos de electrónica de consumo e computadores.

## Especificações
| Rede | Rede | HSDPA (7.2 mbps), EDGE, GPRS, 850/900/1800/1900 |

| Tamanho | Dimensão | 112 x 56.9 x 12.5 mm |
| Tamanho | Peso     | 127 g                |

| Ecrã | Tipo                                                                        | TFT touchscreen, 65K cores      |
| Ecrã | Tamanho                                                                     | 240 x 400 pixeis, 3.2 polegadas |
| Ecrã | - Sensor de Acelómetro para auto-rotação - Reconhecimento de escrita manual |                                 |

| Toques | Tipo         | Polifónicos, MP3 |
| Toques | Costumização | Download         |
| Toques | Vibração     | Sim              |

| Memória | Cartão de Memória | microSD (TransFlash), até 16GB |
| Memória | Base              | 128 MB RAM, 256 MB ROM         |
| Memória | Processador       | 624MHz Marvell PXA312          |
| Memória | Memória Interna   | 8 GB/16 GB                     |

| Data | GPRS           | Classe 10 (4+1/3+2 slots), 32 - 48 kbps |
| Data | HSCSD          | Não                                     |
| Data | EDGE           | Classe 10, 236.8 kbps                   |
| Data | 3G             | HSDPA, 7.2 Mbps                         |
| Data | WLAN           | Wi-Fi 802.11b/g                         |
| Data | Bluetooth      | v2.0 com A2DP                           |
| Data | Infravermelhos | Não                                     |
| Data | USB            | v2.0                                    |

| Características | Sistema Operativo | Microsoft Window Mobile 6.1 Professional |
| Características | Mensagens         | SMS, EMS, MMS, Email, Instant Messaging |
| Características | Browser           | WAP 2.0/xHTML, HTML, RSS feeds |
| Características | Jogos             | Sim, permitindo também downloads Javae |
| Características | Cores             | Prateado |
| Características | Câmera            | 5 MP, 2592х1944 pixeiss, autofocus, estabilizador de imagem, vídeo, flash, câmera secundária para videochamada. |
| Características | Outros            | - Receptor de GPS integrado - Java MIDP 2.0 - Rádio FM com RDS - Visualizador de Documentos MSOffice - Leitor de Música - Formatos suportados: MP3/AAC/AAC+/WMA/OGG/AMR - Leitor de Vídeo - Formatos suportados: DivX/XviD/WMV/MP4 - Saída de TV - Memória de Voz - Mãos livres integrado |

| Memória | Padrão | Bateria Li-Ion 1440 mAh |